# Мілч
Мілч (пол. Miłcz, нім. Milsch) — село в Польщі, у гміні Волув Воловського повіту Нижньосілезького воєводства.
Населення — 154 особи (2011).
У 1975-1998 роках село належало до Вроцлавського воєводства.

## Демографія
Демографічна структура станом на 31 березня 2011 року:
|          | Загалом | Допрацездатний вік | Працездатний вік | Постпрацездатний вік |
| -------- | ------- | ------------------ | ---------------- | -------------------- |
| Чоловіки | 72      | 15                 | 52               | 5                    |
| Жінки    | 82      | 16                 | 57               | 9                    |
| Разом    | 154     | 31                 | 109              | 14                   |